# Bradya typica
Bradya typica är en kräftdjursart som beskrevs av Boeck 1872. Bradya typica ingår i släktet Bradya och familjen Ectinosomatidae. Arten är reproducerande i Sverige. Inga underarter finns listade i Catalogue of Life.